# Gebouw van het Smithsonian Institution
Het gebouw van het Smithsonian Institution bevindt zich aan de National Mall in Washington D.C., achter het National Museum of African Art. Het huisvest de administratiekantoren en het informatiecentrum van het Smithsonian Institution. Het gebouw bestaat uit rood zandsteen en is gebouwd in een valse Normandische stijl (een combinatie uit de 12e eeuw van de late romaanse stijl en vroege Gotiek (bouwkunst)motieven) en wordt ook wel Het Kasteel genoemd. In 1965 werd het tot National Historic Landmark verklaard.